# Bistum Des Moines
Das in den USA gelegene Bistum Des Moines (lat.: Dioecesis Desmoinensis) ist eine Diözese der römisch-katholischen Kirche mit Sitz in Des Moines, Iowa.

## Geschichte
Papst Pius X. löste das Bistum Des Moines am 12. August 1911 aus dem Bistum Davenport heraus und errichtete es als selbständiges Bistum, im Januar 1912 ernannte er mit Austin Dowling den ersten Bischof. Als Kathedrale wurde die Kirche St. Ambrose etabliert.

## Bischöfe
- Austin Dowling (1912–1919)
- Thomas William Drumm (1919–1933)
- Gerald Thomas Bergan (1934–1948)
- Edward Celestin Daly OP (1948–1964)
- George Joseph Biskup (1965–1967)
- Maurice John Dingman (1968–1986)
- William Henry Bullock (1987–1993)
- Joseph Leo Charron CPPS (1993–2007)
- Richard Edmund Pates (2008–2019)
- William Joensen (seit 2019)

## Weblinks

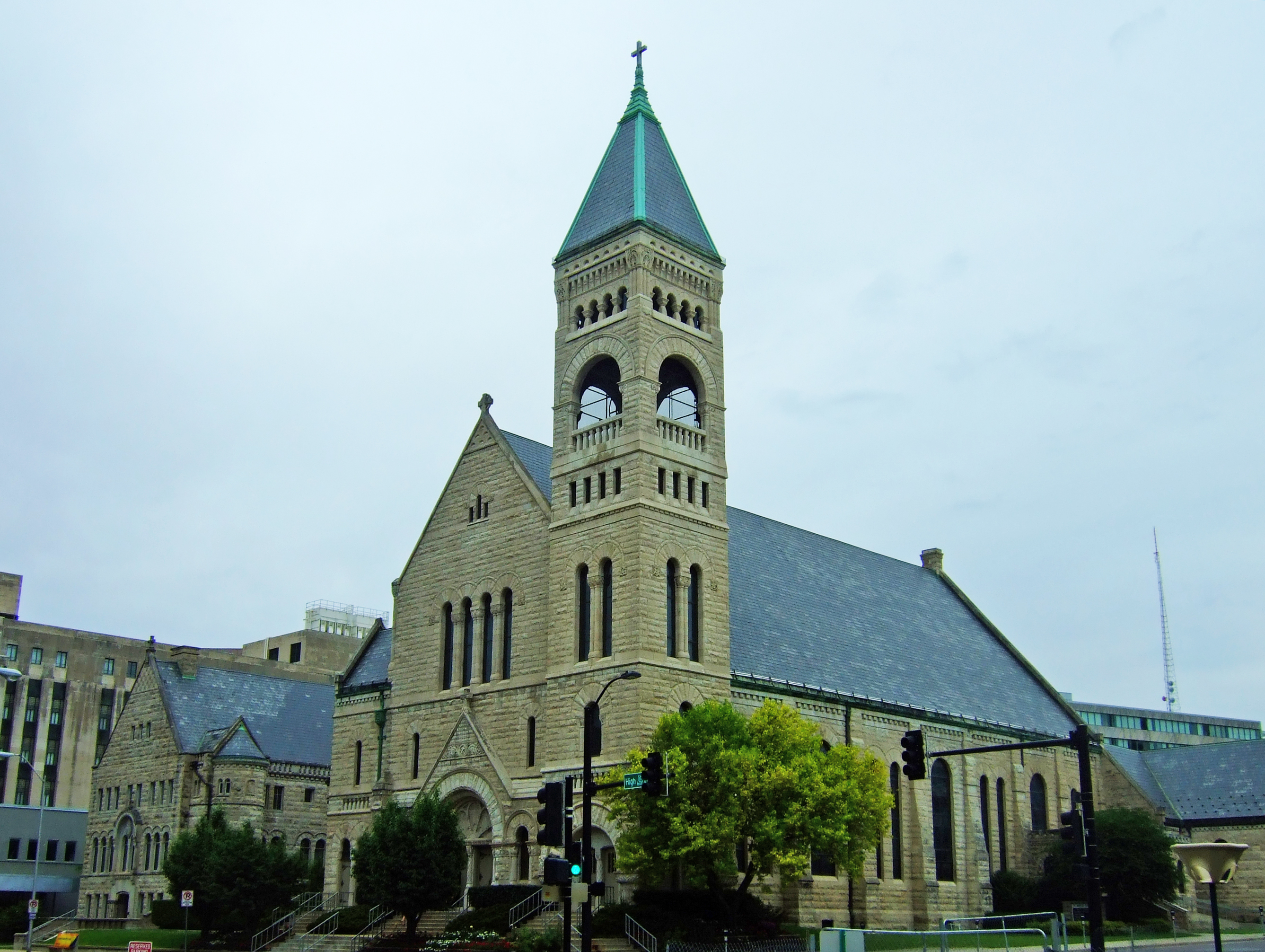
Kathedrale: St. Ambrose in Des Moines